# Velká Deštná
Velká Deštná (in polacco: Wielka Desztna; in tedesco: Deschneyer Großkoppe) è un monte della Repubblica Ceca che, con i suoi 1115 metri di altezza, è la cima più alta dei Monti Orlické e della catena montuosa dei Sudeti Centrali.

## Posizione e dintorni
La montagna sorge nella parte centrale della cresta principale dei Monti Orlické, immediatamente a est della città di Deštné v Orlických horách (in tedesco: Deschney). La cittadina di Orlické Záhoří si trova ad est nella valle del fiume Divoká Orlice; poco a nord, ma in Polonia, c'è la piccola località turistica di Zieliec (in tedesco: Grunwald). 
Sul sentiero principale di ascesa al monte, c'è un piccolo rifugio che è aperto durante il fine settimana; sulla sommità del monte è stata costruita una torre panoramica. La piccola riserva naturale Jelení lázeň si trova sul versante settentrionale, direttamente sulla cresta, mentre la Riserva naturale nazionale di Trčkov, molto più grande, è posizionata nella parte nordorientale della montagna.

## Torre di osservazione
Alla fine del XIX secolo, sulla cima della montagna era stata edificata una piccola torre di avvistamento in legno. La struttura fu rinnovata più volte a causa dei danni provocati dal maltempo e infine demolita alla fine degli anni 1970, a causa delle condizioni di degrado in cui si trovava.
Negli anni '80, il bosco della zona sommitale scomparve quasi completamente a causa delle piogge acide. Negli anni successivi fu portato avanti un progetto di riforestazione, basato dapprima sul pino mugo caratterizzato dalla bassa crescita, e successivamente ripiantando l'abete rosso.
Nel 1992 un gruppo di boy scouts locali ha eretto sulla vetta una piattaforma panoramica in legno, alta otto metri, realizzata con quattro tronchi di albero disposti in modo da formare una sorta di piramide; la torre fu intitolata a Štefan Matějek, un cacciatore di 60 anni e membro del locale soccorso alpino. Per motivi di sicurezza, questa torre di avvistamento è stata sostituita nel 2004 da una nuova torre di avvistamento, anch'essa in legno e più robusta. Anche questa nuova struttura non ha però resistito molto al clima rigido ed è stato abbattuta nell'estate del 2010..
Nel maggio del 2019 è stato dato l'avvio alla costruzione di una nuova e più robusta torre panoramica, progettata dall'architetto Lukáš Svoboda, costituita da una struttura in acciaio con rivestimento in legno. La torre è stata ufficialmente inaugurata il 26 ottobre 2019. La struttura è alta 17,34 metri; sulla sua sommità è stata posta una banderuola metallica la cui altezza arriva esattamente a 22 metri. Il rivestimento ligneo è costituito da quadrati e lamelle verticali, orizzontali e diagonali, per simboleggiare le condizioni meteorologiche estreme a cui deve resistere la struttura: calma, vento, tempesta, uragani, pioggia e neve.

## Galleria d'immagini

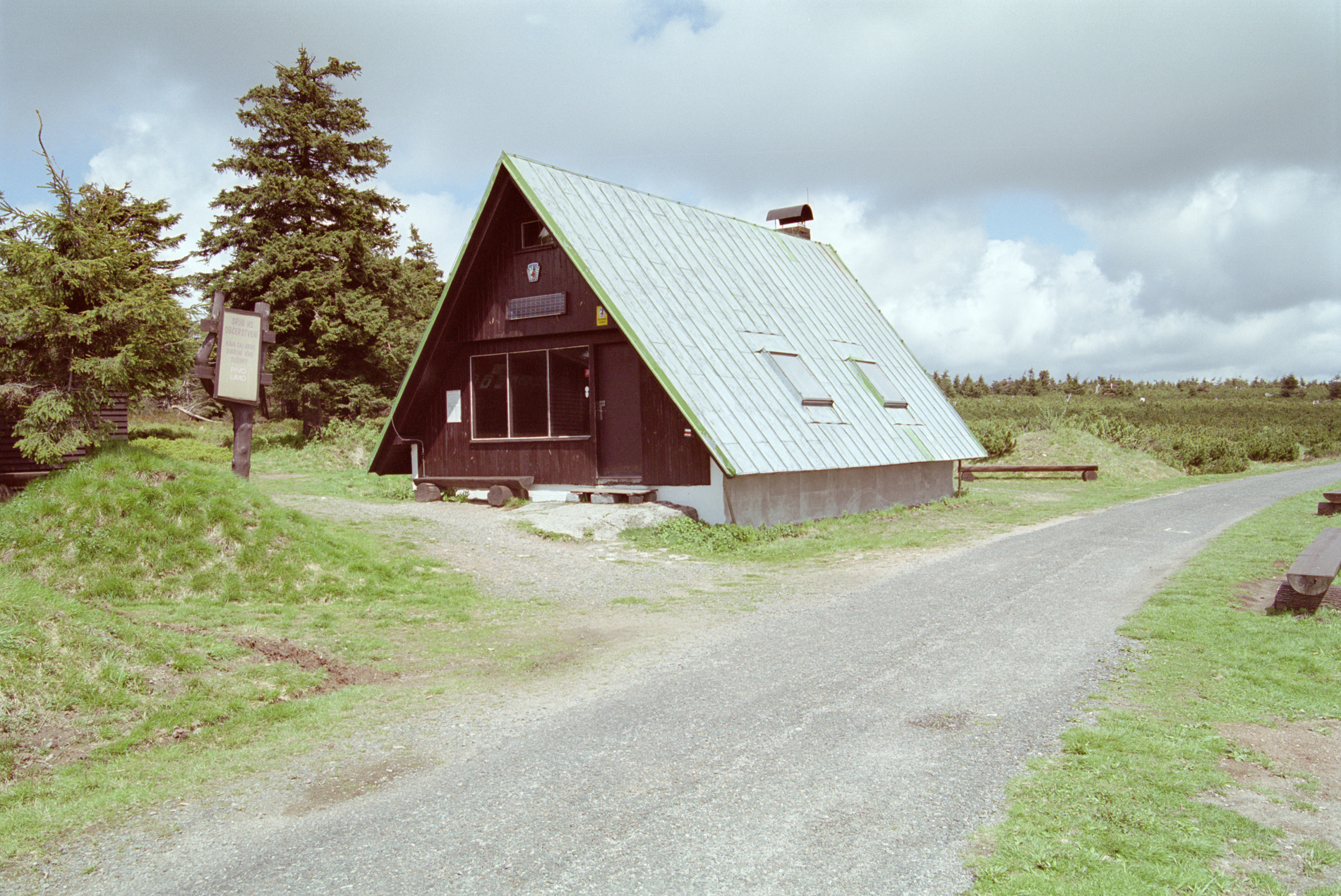
Il rifugio lungo il sentiero Jiráskova cesta (2006)
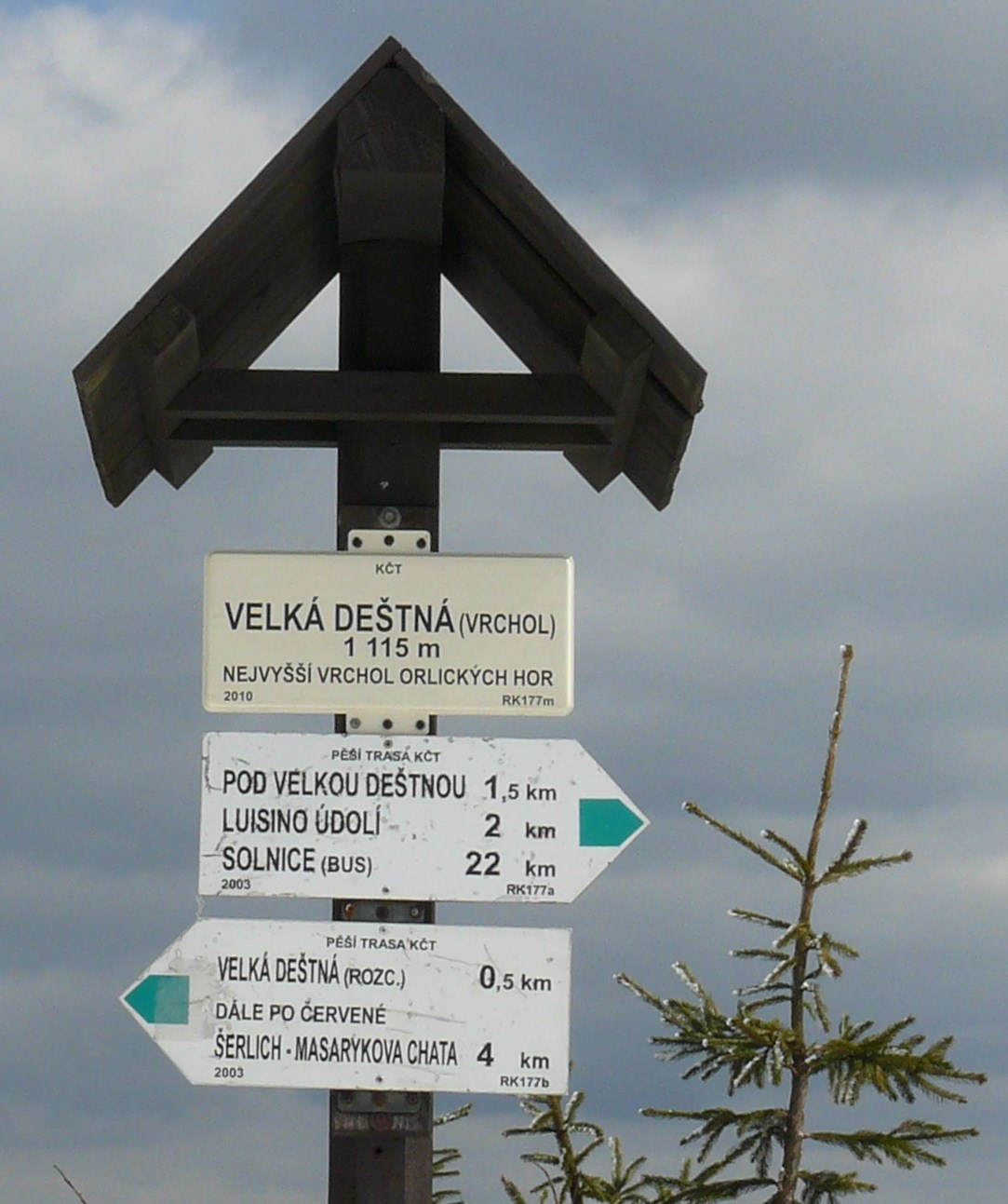
I cartelli segnaletici dei sentieri che portano in vetta (2012)
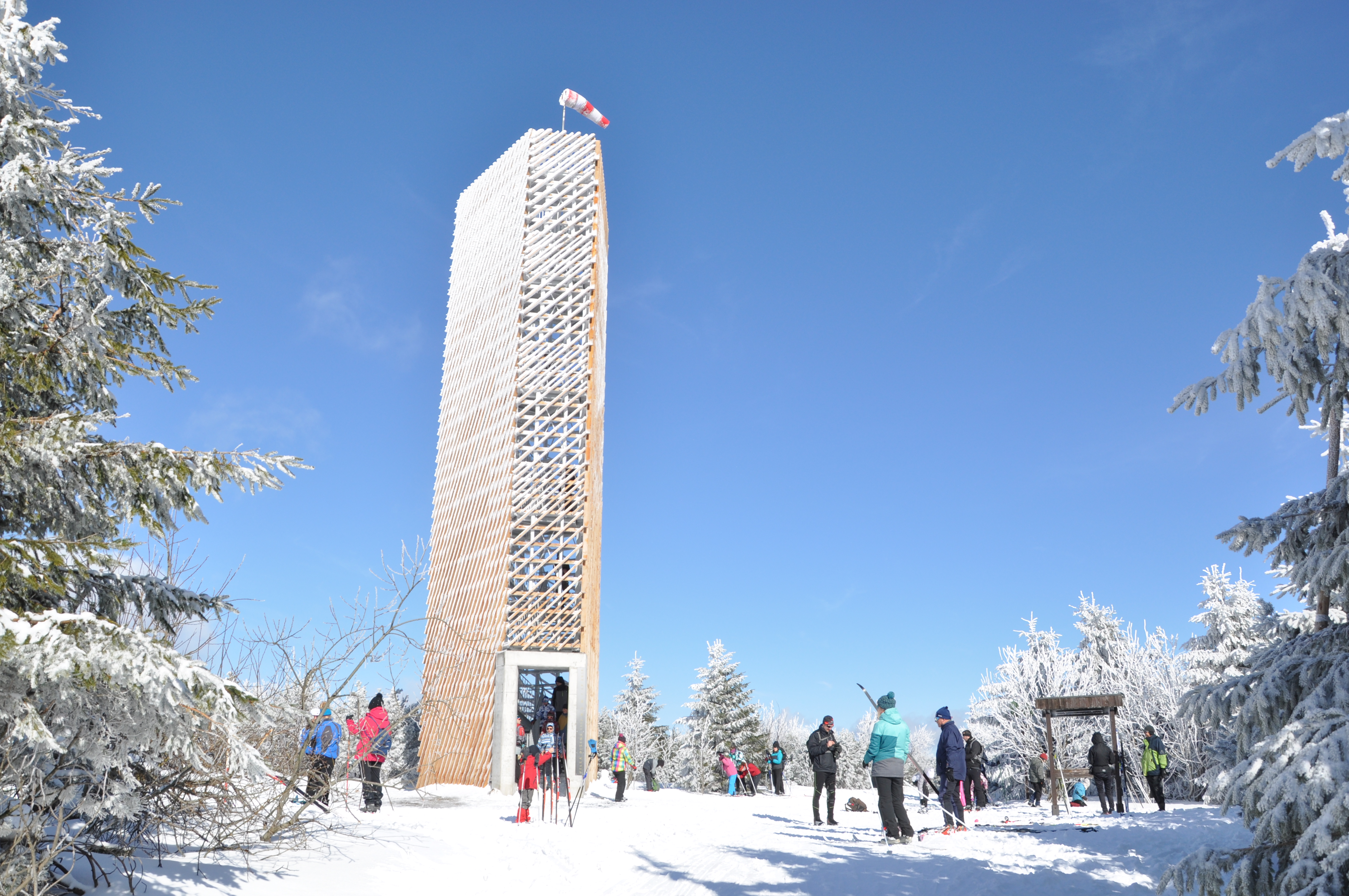
La torre di osservazione (2020)
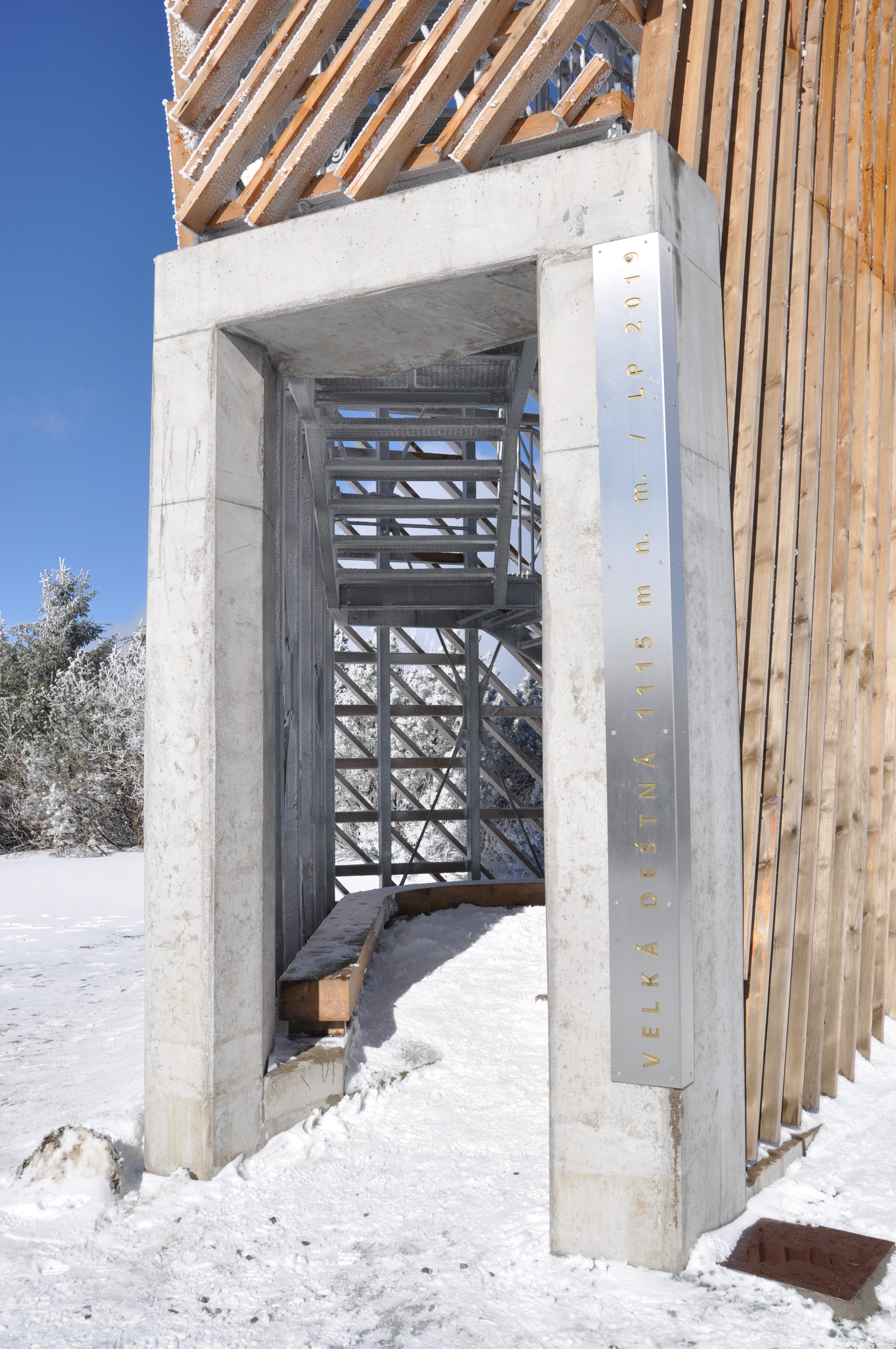
Il portale di cemento all'ingresso alla torre di osservazione (2020)
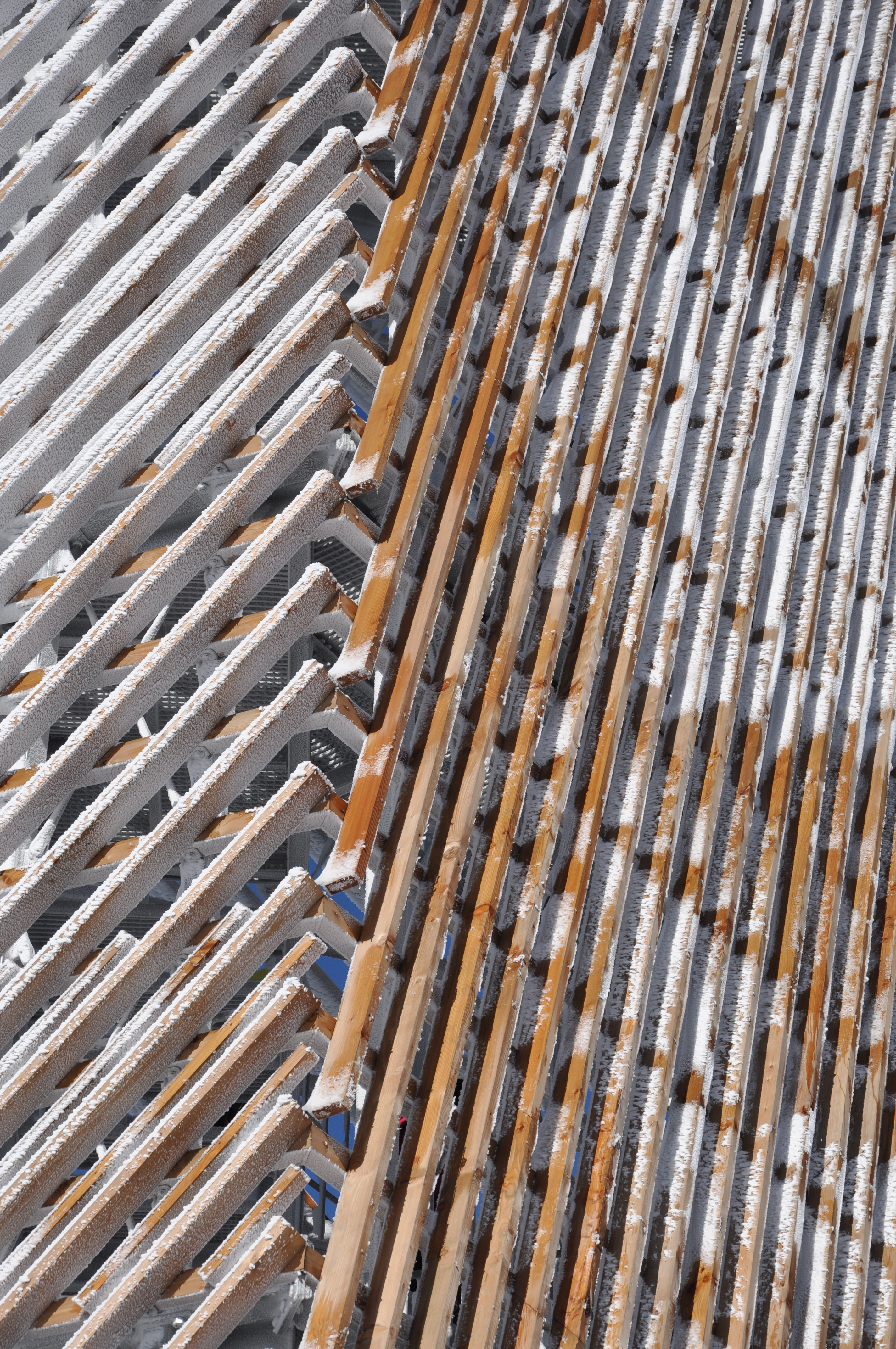
Dettaglio del rivestimento in legno della torre di osservazione  (2020)